# Кадырова, Лена Галеевна
Ле́на Гале́евна Кады́рова (10 мая 1938, Апастовский район, Татарская АССР — 29 мая 2002, Астрахань) — советская и российская журналистка, поэтесса, активистка сохранения и развития татарских языка и культуры в Астраханской области.

## Биография
Родилась и выросла в Апастовском районе Татарской АССР. В конце 1950-х переехала в Астрахань, с 1960 года работала в Наримановском татарском театре драмы и комедии, дебютировала в роли Рахили в спектакле Х. Вахита «Первая любовь». Печаталась во многих изданиях региона и страны — газетах «Химик» и «Волга», старейшей астраханско-татарской газете «Идель», казанском издании «Татар иле».
Когда в годы перестройки в Астраханской области активизировались сторонники сохранения и развития языков народов региона, требовавшие их использования в средствах массовой информации, инициировала открытие радиовещания на родном для неё татарском языке и стала первой ведущей татароязычных передач в Астрахани. Работала вместе с Мажлисом Утежановым — казахским активистом, добившимся открытия казахоязычного радиовещания и основавшим газету «Ак арна», выступала на региональном телевидении. На протяжении двух лет возглавляла фольклорный ансамбль «Ялкын», созданный на волне подъёма этнокультурного активизма в 1990 году С. Гатауллиной.
Скончалась 29 мая 2002 года на шестьдесят пятом году жизни, похоронена на Центральном мусульманском кладбище в Астрахани.